# Библиотека на Ашурбанипал
Ашурбанипаловата библиотека, наречена по името на асирийския цар Ашурбанипал е колекция от глинени таблички, сред най-важните писмени източници от древността, и последната библиотека на Древния Близък изток. Тя е първият важен писмен извор за библеистиката и историческата наука извън Библията.
Открита е при археологически разкопки, проведени през 19-ти век от любителите археолози Остин Хенри Лейърд и Расам на мястото на древната Ниневия, столица на Асирийската империя по-точно на хълма Куюнджик, недалеч от днешния иракски град Мосул.
Съдържа около 30 хиляди клинописни таблички, засягащи различни аспекти на историята, религията и митологията, обществения и стопанския живот на Месопотамия – списъци на царе и династии, закони, исторически хроники, 

както и религиозно-митологични творби (Епосът за Гилгамеш, Енума Елиш – митът за „сътворението“), предсказания и гадателни текстове, поетични произведения и др.
- Таблички от библиотеката
- Табличка с част от Епоса за Гилгамеш
- Табличка с т.нар.Venus Tablet of Ammisaduqa
- Табличка със синоними.